# ドゥ・ザ・ファンキー・チキン
「ドゥ・ザ・ファンキー・チキン」（Do the Funky Chicken）は、ルーファス・トーマスが1969年に発表した楽曲。

## 概要
トーマスが考案した一連のノベルティ・ダンスの曲の一つである。ウィリー・ミッチェルのバンドとともにテネシー大学で演奏したあと、トーマスは即興で本作品を作り、テネシー州コヴィントンでのライブにおいて完成させた。
1969年11月、シングルA面曲として発表。演奏はバーケイズ。プロデューサーはアル・ベルとトム・ニクソンが務めた。翌年、同名のアルバムに収録された。
1970年3月21日付のビルボード・Hot 100の28位を記録した。ビルボードのソウルチャートにおいては5位を記録し、全英シングルチャートの18位を記録した。
1971年発売のライブ・アルバム『Rufus Thomas Live Doing The Push & Pull At P.J.'s』にライブ・バージョンが収録されている。
1972年8月20日にロサンゼルス・メモリアル・コロシアム行われたコンサート「ワッツタックス」にトーマスは出演。「Breakdown」に続けて彼が「ドゥ・ザ・ファンキー・チキン」を歌唱すると、興奮した観客は競技場の敷地になだれ込み踊り始める。この場面は映画『ワッツタックス/スタックス・コンサート』のハイライトの一つとなった。